# Јуи Хасегава
Јуи Хасегава (јап. 長谷川 唯; 29. јануар 1997) јапанска је фудбалерка.

## Репрезентација
За репрезентацију Јапана дебитовала је 2017. године. За тај тим одиграла је 30 утакмица и постигла је 4 гола.

## Статистика
| Јапан  | Јапан | Јапан |
| Год.   | Ута.  | Гол.  |
| ------ | ----- | ----- |
| 2017   | 13    | 2     |
| 2018   | 17    | 2     |
| Укупно | 30    | 4     |